# Philibert Hugonet
Philibert Hugonet (Borgoña, 1425 - Roma, 11 de septiembre de 1484) fue un eclesiástico francés, obispo y cardenal.

## Biografía
Hijo de Pierre Hugonet, magistrado en el Ducado de Borgoña, hizo sus primeros estudios en Dijon junto con su hermano Guillaume.   Tras la muerte de su padre, los dos hermanos se educaron bajo la tutela de su tío Étienne Hugonet, que en aquél entonces era arcediano de Mâcon y después sería obispo de la diócesis.  Encaminado a la carrera eclesiástica, Philibert se doctoró in utroque iure en la Universidad de Pavía, tras lo cual regresó a Borgoña para desempeñarse como canónigo y después deán de Saint-Vicent; en 1470 el anciano Étienne se retiró de su obispado dejando a Philibert la administración de la sede, al mismo tiempo que Guillaume llegaba a ser canciller de Carlos el Temerario.  
Durante esta época hizo algunas embajadas por cuenta del duque Felipe III de Borgoña a las cortes de Paulo II, Sixto IV y Fernando I de Nápoles.
Presentado por el duque Carlos, el papa Sixto IV le creó cardenal en el consistorio de mayo de 1473; recibió el título de Santa Lucía en Silice, que después cambió por el de San Juan y San Pablo, y fue nombrado obispo de Mâcon.
En 1477, tras la muerte de Guillaume Hugonet en una revolución en los Países Bajos, la del duque Carlos en la batalla de Nancy y la anexión de Borgoña por Luis XI de Francia, Philibert partió hacia Italia, donde durante los años siguientes ofició como legado papal del Patrimonio de San Pedro con residencia en Viterbo. 
Fue abad comendatario de varios monasterios en Francia, obispo de Autun en 1484 y participó en el cónclave celebrado ese mismo año en el que fue elegido papa Inocencio VIII. 
Muerto en Roma en 1484 a los 59 años de edad, fue  sepultado en la iglesia de Santa Maria del Popolo sin memoria fúnebre.  La lápida que hoy puede verse fue colocada en el siglo XIX.